# فوتبال در کویت
فوتبال پرطرفدارترین ورزش در کویت است.